# Donald Williams
Donald Earl Williams (Garner, 24 febbraio 1973) è un ex cestista e allenatore di pallacanestro statunitense, professionista in Europa.

## Palmarès

### Squadra
- Campione NCAA (1993)
- Campione d'Austria: 1995-96
- Coppa d'Austria: 1

Sankt Pölten: 1996

### Individuale
- McDonald's All-American Game (1991)
- NCAA Final Four Most Outstanding Player (1993)